# Fer (médicament)
Le fer est utilisé en tant que médicament. Il est utilisé dans les cas de carences en fer (dites « carence martiale ») pouvant provoquer une carence en fer sans anémie ou une anémie ferriprive (carence en fer avec anémie). Il peut être donné par voie orale ou en perfusion.

## Historique
Du XVIIe siècle au début du XXe siècle, il était l'un des principaux composants des boules d'acier vulnéraires, boules de Nancy, boules de Molsheim, boules minérales des Chartreux, qu'on faisait tremper dans de l'eau pour la charger en substances réputées bénéfiques.

## Besoin journalier hors maladie
L'organisme contient 40 à 50 mg de fer par kilo de poids.
Sachant que concernant le fer les apports nutritionnels conseillés, hors carence en fer, pour les femmes adultes (hors grossesse et allaitement) sont de 18 mg par jour, soit l'équivalent de 750g de steak par jour (2,4mg de fer dans 100g de steak). Selon une étude, les femmes adultes avec des menstruations devraient avoir 18,9 mg; et les femmes adolescentes avec menstruation devraient avoir 21,4 mg de fer par jour.
Une étude indique qu'obtenir 18mg de fer par jour peut rarement être atteint avec les aliments ordinaires disponibles. Sachant que sur les 18mg que contiennent la nourriture, seuls 10 % seront absorbés. Il a été établi que 1,8mg de fer doit être assimilé pour satisfaire les besoins de 80 à 90 % des femmes.
En période d'allaitement, allaiter entraine une aménorrhée de lactation, soit une absence de menstruation et des besoins en fer de 9 mg par jour,, soit 2 fois moins qu'une femme avec menstruation.
Les femmes enceintes ont besoin de 27mg de fer par jour. Pour les hommes, les besoins dont de 8mg de fer par jour.
La vie reproductive de la femme moderne est différente de celle de ses ancêtres, l'augmentation des périodes de menstruation chez la femme dans la société moderne encline la femme à devenir carencée en fer. Dans l’histoire de l’humanité, le fait qu'une femme a des menstruations chaque mois est très récent,. Les femmes préhistoriques alternaient grossesse et allaitement presque de manière continue, donc sans avoir de menstruation, étant enceinte à nouveau avant d'avoir fini l'allaitement du précédent enfant. Les ancêtres de l'homme avaient uniquement une dizaine de menstruations dans leur vie.

## Par voie orale

### Tolérance digestive
Le fer existe sous deux formes : ferreux (Fe2+) et ferrique (Fe3+); et peut être de deux types: héminique et non héminique.
Le fer héminique (Fe2+) est plus facilement absorbé par l'organisme que le fer non héminique  (Fe3+).
Le fer héminique (Fe2+) est présent majoritairement dans l'alimentation carnée ; alors que le fer non héminique (Fe3+) est présent majoritairement dans l'alimentation végétarienne.
Le fer contenu dans la spiruline (Arthrospira platensis ) est du fer sous forme ferrihydrite (Fe3+).
L'apport maximal tolérable (AMT ou upper limit) est de 45 mg de fer par jour pour une femme de 14 à 70 ans; de 40 mg de fer par jour en dessous de 13 ans.
La capacité d’absorption du fer par le tube digestif est limitée, ce qui fait que la dose usuelle donnée (jusqu'à 65 mg de fer trois fois par jour) est probablement excessive.
Le fer peut être donné sous de nombreuses formes de sulfate, gluconate, fumarate, glycinate, bis-glycinate, protéine de fer succinylate, ascorbate ferreux, sodium férédétate, succinate ferreux,.
Différentes formes de fer oral existent. Le sulfate ferreux est le moins cher, mais provoque souvent des troubles intestinaux (diarrhée, constipation, nausée). Les formes bisglycinate et protéine de fer succinylate ont moins d'effets secondaires que les formes sulfate, gluconate et fumarate au niveau de la tolérance digestive, elles sont aussi plus chères,,. Ainsi, la forme bisglycinate est 17,5 fois plus cher que la forme sulfate ferreux, d'ailleurs le bisglycinate est beaucoup plus cher que de nombreux autres composés de fer.
Le bisglycinate ferreux est un chélate fer-acide aminé; le fer étant protégé des inhibiteurs (calcium, phytates...) grâce à sa liaison avec la glycine. L’absorption du fer bisglycinate est rapporté comme étant 2 à 3 fois plus importante qu’à partir du sulfate ferreux en présence de céréales riches en phytates et de maïs complet, l'absorption du sulfate ferreux étant facilement inhibé par les antinutriments.
La forme bisglycinate a moins d'effets secondaires que la forme glycine sulfate.
Un des médicaments utilisés est le complexe fer hydroxyde-polymaltose.
Le fer oral est souvent arrêté pour cause d'intolérance digestive, provoquant nausées, vomissements, diarrhées, constipation, douleurs abdominales, parfois ulcération et œsophagite,. Ces effets indésirables sont dose dépendants,.
Le fractionnement de la dose journalière, la prise pendant ou après un repas au lieu d'une prise à jeun, et une augmentation progressive de la dose de fer peuvent permettre de diminuer les effets indésirables. Il vaut mieux également avaler le fer oral avec un grand verre d'eau et attendre 30 minutes avant de s'allonger pour éviter que le comprimé ne se colle dans l'œsophage voire remonte par reflux gastrique.
La plupart des prescriptions orales de fer sont sans prescription.
Alterner les jours de prise du traitement oral de fer serait plus efficace qu'une prise continue (chaque jour),.
Plus la dose de fer augmente, plus l'absorption fractionnelle diminue et plus l'absorption absolue augmente.
Un test d'absorption du fer oral (oral iron absorption test ou OIAT) peut permettre d'évaluer l'efficacité d'un traitement oral avant son commencement et une potentielle malabsorption du fer oral au niveau intestinal,,. L'absorption variant suivant la forme de fer utilisée et la condition du patient (malabsorption). Lors de ce test, l'augmentation de la concentration du plasma en fer, après l'ingestion orale de fer (2 heures après), est utilisé comme mesure de l'absorption intestinale de fer. Ce test est peu couteux et non invasif.
Les compléments alimentaires multivitaminés et multiminéraux contenant du fer ne sont pas recommandés à cause des interactions négatives (calcium, magnesium, phosphore).
Avant un hémogramme avec évaluation du fer sérique et de la transferrine, un jeûne de 10 heures (et sans supplément de fer) est nécessaire.
IL faut estimer que 10 % du fer ingéré sous forme de complément alimentaire de fer ou de médicament est absorbé par le corps.

### Interaction

#### Interaction positive
L'absorption du fer est augmentée par la prise de viandes ou de vitamine C,,, l'acide malique, les aliments acides(sauce tomate). L'acide ascorbique aide à l'absorption du fer en formant un chelate avec le fer ferrique.

#### Interaction négative
L'absorption du fer est diminuée par les  thé, café, certaines tisanes, l'acide phytique (présent dans l'enveloppe des grains complets),,,, la présence de calcium, (fromage, yaourt, lait), les œufs,, les polyphénols,,, les protéines bovine des produits laitiers(la caséine, la protéine de lactosérum), les tannins, les inhibiteur de pompe à proton, les boissons cafféinées, les antihistaminiques H2, les antiacides, le magnesium,, le phosphore, zinc, manganèse, cuivre, quinolone, tétracycline, compléments alimentaires de vitamines et minéraux.
Un œuf peut réduire l'absorption du fer de 27-28 %,.
Le piment peut réduire l'absorption de fer jusqu'à 38%.

### Durée
S'il y a une anémie, il faut six à huit semaines de prise de fer orale pour la normaliser ; et trois à six mois pour normaliser le stock de fer.
Dans le cas d'un carence en fer avec anémie, l'anémie est corrigée en premier, les stocks de fer (ferritine) sont corrigés en deuxième.

### Effets indésirables
Une consommation excessive de viande rouge et de charcuteries, aliments contenant du fer héminique, augmente de façon très significative le risque de cancer du colon. Ce fer réagit avec les lipides alimentaires et génère des composés toxiques pouvant aboutir à des lésions pré-cancereuses. Le fait de laisser mariner la viande avant de la cuire permet de limiter ce risque.

## Par voie parentérale
Le fer peut être injecté sous forme d'ion associé avec du saccharose, du dextran ou du gluconate. Un des médicaments utilisés est le carboxymaltose ferrique, l'autyre le fer-saccharose.
L'injection de fer permet d'outrepasser les limitations secondaires à l’absorption digestive.
Le principal effet secondaire est l'intolérance au point de ponction, le gluconate et le dextran de bas poids moléculaire semblant être les mieux tolérés.
Si un traitement oral n’apporte pas le succès escompté ou n’est pas toléré par le patient, un traitement intraveineux est justifié.
En 2019, les formes de fer pour perfusion sont à base de complexe d’hydroxyde ferrique-saccharose, de  carboxymaltose ferrique fer, ou de fer isomaltoside.
Des réactions d'hypersensibilité allant jusqu'au choc anaphylactique peuvent survenir pendant les administrations intraveineuses de fer; les fréquences de survenues varient de 0,01 % pour le choc anaphylactique à 1 % étouffement avec réaction fébrile (1/100).

### France
La perfusion d'hydroxyde ferrique-saccharose est limitée à trois situations cliniques: l’insuffisance rénale, dans un contexte pré- et post-opératoire et les maladies inflammatoires chroniques sévères de l'intestin.
La perfusion de carboxymaltose ferrique fer, ou de fer isomaltoside sont indiquées dans le traitement de l'anémie ferriprive si les préparations orales de fer sont inefficaces ou ne peuvent pas être utilisées, ou s'il existe un besoin clinique de restaurer rapidement les réserves en fer.
Depuis 2014, l'usage des médicaments à base de fer injectables est restreint aux établissements de santé en raison du risque de réactions graves d'hypersensibilité pouvant être fatales.

## Objectif
L'objectif devrait être un taux d'hémoglobine qui n'augmente plus avec la supplémentation de fer; et une ferritine supérieur à 100.

## Autre
L'utilisation d'aliments fortifiés en fer peuvent s'avérer une aide complémentaire. La forme de fer des aliments fortifiés la plus utilisée est le sulfate ferreux, étant le moins cher.
Cuisiner dans des ustensiles de cuisine contenant du fer s'il s'agit de préparations fermentées peut permettre d'ajouter du fer aux aliments de manière indirecte,.